# Щербаков, Евгений Владимирович
Евге́ний Влади́мирович Щербако́в (род. 24 января 1969, Ярославль, РСФСР, СССР) — российский композитор, теоретик музыки и педагог.

## Биография
Евгений Щербаков родился 24 января 1969 года в городе Ярославле. Выпускник Академического музыкального училища при МГК (1988 год, фортепианное отделение), МГК им. П. И. Чайковского (1993 год, теоретико-композиторское отделение, 1993—1995 — ассистентура-стажировка).
Как сольный пианист выступал в стране и за рубежом, исполняя произведения С. С. Прокофьева, И. Ф. Стравинского, Ф. Листа, И. Брамса, Ф. Шопена, К. Дебюсси и мн. др.
Член Союза композиторов России (с 1996 года), Союза Московских композиторов (с 1997 года).
Его сочинения ежегодно исполняются на международных фестивалях современной музыки «Московская осень», звучат в России и за рубежом.

## Основные произведения

### Сочинения для оркестра
- 1993 — Симфония № 1 в 2 частях
- 1995 — Концерт для скрипки с оркестром в 2 частях
- 1996 — «Славянская увертюра»
- 1997 — Фантазия на песни Т. Хренникова, Фантазия на песни о Москве
- 1999 — «Арабески» для струнного оркестра
- 2004 — «Элегия» для струнного оркестра, литавр и треугольника

### Камерные инструментальные сочинения
- 1987 — Соната для двух скрипок в 3 частях
- 1991 — Соната для скрипки и фортепиано в 2 частях
- 1997 — Сюита для скрипки и фортепиано в 4 частях

1) «Прелюдия»

2) «Танго»

3) «Ноктюрн»

4) «Танго»
- 2000 — Соната-фантазия для виолончели соло в 2 частях
- 2004 — Секстет для двух скрипок, двух альтов и двух виолончелей в 2 частях
- 2005 — Соната для кларнета и фортепиано в 3 частях
- 2006 — «In memoriam» для восьми виолончелей

### Вокальные и хоровые произведения

#### Для солиста с сопровождением
- 1984 — Романс «Колыбельная» на стихи А. Ахматовой (I)
- 1987 — Романс «Стрекотунья-белобока» на стихи А. Пушкина
- 1995 — Романс «Мы с тобой на кухне посидим» на стихи О. Мандельштама
- 1998 — Романс «Облака и купола» на стихи М. Цветаевой
- 1999 — «Cinqua», вокальный цикл на стихи А. Ахматовой для сопрано и фортепиано

1) «У облако на краю»

2) «Звуки»

3) «Отчего вокруг заря»

4) «Знаешь сам»

5) «Не дышали мы сонными маками»

- 2000 — Романс «Колыбельная» на стихи А. Ахматовой (II)
- 2001 — «Бессонница», поэма для сопрано и фортепиано на стихи М. Цветаевой

1) «Идолопоклонница»

2) «Ночь»

3) «Город»

4) «Тело»

5) «Гость небесный»

6) «Сегодня ночью»

7) «Сосна»

8) «Чёрное солнце — ночь»

9) «Кто спит по ночам?»

10) «Окно»

11) «Бессонница»

- 2002 — «Скифы», поэма для баритона и фортепиано на стихи А. Блока
- 2003 — «Шиповник цветёт», поэма для сопрано и фортепиано на стихи А. Ахматовой

1) «Ветер»

2) «Сожжённая тетрадь»

3) «Наяву»

4) «Во сне»

5) «Первая песенка»

6) «Другая песенка»

7) «Сон»

8) «Шиповник»

9) «Ты выдумал меня»

10) «В разбитом зеркале»

11) «Осень»

12) «Не пугайся»

13) «Ты требуешь мои стихи…»

- 2004 — «Осенние пейзажи», вокальный цикл на стихи Н. Заболоцкого

1) «Под дождём»

2) «Осеннее утро»

3) «Канны»

Романсы «Подражание индийской лирике» на стихи В. Брюсова, «Звезда полей» на стихи Н. Рубцова, «Песня» на стихи И. Бунина
- 2007 — «Полночные стихи», поэма для сопрано и органа на стихи А. Ахматовой

1) «Вместо посвящения»

2) I. «Предвесенняя элегия»

3) II."Первое предупреждение"

4) III. «Зазеркалье»

5) IV. «Тринадцать строчек»

6) V. «Зов»

7) VI. «Ночное посещение»

8) VII. «И последнее»

9) «Вместо послесловия»

#### Для хора
- 2000 — «Псалмы Давидовы», концерт для мужского хора в 7 частях

### Органные сочинения
- 2006 — Концерт для органа в 3 частях

### Фортепианные сочинения
- 1999 — «B.A.C.H.» для фортепиано